# Xã Dahlgren, Quận Hamilton, Illinois
Xã Dahlgren (tiếng Anh: Dahlgren Township) là một xã thuộc quận Hamilton, tiểu bang Illinois, Hoa Kỳ. Năm 2010, dân số của xã này là 1.220 người.